# Lowell Sherman
Lowell Sherman (San Francisco, 11 ottobre 1885 – Hollywood, 28 dicembre 1934) è stato un attore e regista statunitense.

## Biografia
Nato a San Francisco, Sherman crebbe a New York, dove frequentò una scuola pubblica. Iniziò la sua carriera come attore, in una compagnia teatrale di Baltimora prima di tornare a New York. Fu la famosa attrice Mrs. Leslie Carter che gli affidò il suo primo ruolo nel 1904 in una messa in scena di Judith of Bethulia, con Nance O'Neil nel ruolo di Judith.
Apparve per la prima volta sullo schermo nel 1914 in Behind the Scenes, dove recitava accanto a Mary Pickford. Nel 1920 ebbe uno dei ruoli principali in Agonia sui ghiacci di D.W. Griffith, in cui interpretava la parte di Lennox, il seduttore senza scrupoli che mette incinta la protagonista, interpretata dalla virginale Lillian Gish.
Nel 1928 Sherman passò dietro la macchina da presa, girando il suo primo film come regista. Nella sua carriera, si contano una quindicina di regie: tra le attrici con le quali lavorò, si ricordano Mae West, Katharine Hepburn, Ina Claire. Memore delle difficoltà degli attori nel trovare scritture, da regista usò molto i vecchi attori come interpreti dei suoi film.
Lowell Sherman si sposò tre volte: con Evelyn Booth (1915–1922), con Pauline Garon (1926-1930) e con Helene Costello, sorella minore di Dolores Costello e figlia del noto attore Maurice Costello. Nel 1932 partecipò al film A che prezzo Hollywood?, che si sarebbe rivelato il suo ultimo film.
Sherman morì di polmonite nel 1934, all'età di 49 anni, mentre stava iniziando le riprese di Becky Sharp, il primo film girato in tricromia (Technicolor a tre colori), che aveva come protagonista Miriam Hopkins. Fu sostituito sul set da Rouben Mamoulian.
Venne sepolto al Forest Lawn Memorial Park di Glendale.

## Filmografia parziale

### Attore
- Dietro le quinte (Behind the Scenes), regia di James Kirkwood (1914)
- Always in the Way, regia di J. Searle Dawley (1915)
- Sold, regia di Hugh Ford e Edwin S. Porter (1915)
- The Better Woman, regia di Joseph A. Golden (1915)
- Vera, the Medium, regia di Gilbert M. 'Broncho Billy' Anderson (1917)
- Yes or No, regia di Roy William Neill (1920)
- Agonia sui ghiacci (Way Down East), regia di D.W. Griffith (1920)
- The New York Idea, regia di Herbert Blaché (1920)
- Quella che vi ama (The Gilded Lily), regia di Robert Z. Leonard (1921)
- What No Man Knows, regia di Harry Garson (1921)
- Molly O', regia di F. Richard Jones (1921)
- Grand Larceny, regia di Wallace Worsley (1922)
- The Face in the Fog, regia di Alan Crosland (1922)
- Bright Lights of Broadway, regia di Webster Campbell (1923)
- The Masked Dancer, regia di Burton L. King (1924)
- The Spitfire, regia di Christy Cabanne (1924)
- The Truth About Women, regia di Burton L. King (1924)
- Monsieur Beaucaire, regia di Sidney Olcott (1924)
- Satan in Sables, regia di James Flood (1925)
- The Reckless Lady, regia di Howard Higgin (1926)
- The Love Toy, regia di Erle C. Kenton (1926)
- The Wilderness Woman, regia di Howard Higgin (1926)
- Maschere russe (You Never Know Women), regia di William A. Wellman (1926)
- Convoy, regia di Joseph C. Boyle e Lothar Mendes (non accreditato) (1927)
- The Girl from Gay Paree, regia di Phil Goldstone e Arthur Gregor (1927)
- La donna divina (The Divine Woman), regia di Victor Sjöström (1928)
- Eden Palace (The Garden of Eden), regia di Lewis Milestone (1928)
- The Whip Woman, regia di Joseph C. Boyle (1928)
- Mad Hour, regia di Joseph C. Boyle (1928)
- Veglia di Capodanno (The Heart of a Follies Girl), regia di John Francis Dillon (1928)
- The Scarlet Dove, regia di Arthur Gregor (1928)
- The Whip, regia di Charles Brabin (1928)
- Lost at Sea, regia di Louis J. Gasnier (1928)
- Nearly Divorced, regia di Lowell Sherman (1928)
- L'avventuriera (A Lady of Chance), regia di Robert Z. Leonard (1928)
- Evidence, regia di John G. Adolfi (1929)
- Il generale Crack (General Crack), regia di Alan Crosland (1929)
- Nomadi del canto (Mammy), regia di Michael Curtiz (1930)
- Femmine di lusso (Ladies of Leisure), regia di Frank Capra (1930)
- He Knew Women, regia di F. Hugh Herbert (1930)
- Il mistero di mezzanotte (Midnight Mystery), regia di George B. Seitz (1930)
- Oh Sailor Behave, regia di Archie Mayo (1930)
- L'onesta segretaria (Lawful Larceny), regia di Lowell Sherman (1930)
- The Pay-Off, regia di Lowell Sherman (1930)
- The Royal Bed, regia di Lowell Sherman (1931)
- Bachelor Apartment, regia di Lowell Sherman (1931)
- High Stakes, regia di Lowell Sherman (1931)
- The Greeks Had a Word for Them, regia di Lowell Sherman (1932)
- A che prezzo Hollywood? (What Price Hollywood?), regia di George Cukor (1932)
- False Faces, regia di Lowell Sherman (1932)

### Regista
- Nearly Divorced (1928)
- L'onesta segretaria (Lawful Larceny) (1930)
- The Pay-Off (1930)
- The Royal Bed (1931)
- Bachelor Apartment (1931)
- High Stakes (1931)
- The Greeks Had a Word for Them (1932)
- Ladies of the Jury (1932)
- False Faces (1932)
- Lady Lou (She Done Him Wrong) (1933)
- La gloria del mattino (Morning Glory) (1933)
- Broadway Through a Keyhole (1933)
- Born to Be Bad (1934)
- La vita notturna degli dei (Night Life of the Gods) (1935)
- Becky Sharp rimpiazzato da Rouben Mamoulian (1935)

### Produttore
- False Faces, regia di Lowell Sherman (1932)

### Sé stesso
- Screen Snapshots - documentario, cortometraggio (1926)
- Screen Snapshots Series 9, No. 14, regia di Ralph Staub - cortometraggio (1930)
- The Slippery Pearls, regia di William C. McGann e aa.vv. - cortometraggio (1931)

## Doppiatori italiani
- Renato Turi in A che prezzo Hollywood?

## Lavori teatrali (parziale)
- The Heart of Wetona scritto da George Scarborough - attore (prima: 29 febbraio 1916)